# تاکاهیرو ناکازاتو
تاکاهیرو ناکازاتو (انگلیسی: Takahiro Nakazato؛ زادهٔ ۲۹ مارس ۱۹۹۰) بازیکن فوتبال اهل ژاپن است.